# André Blondel
André-Eugène Blondel (Chaumont, 28 de agosto de 1863 — Paris, 15 de novembro de 1938) foi um físico francês.